# Karikó János
Karikó János (Bia, 1851. május 19. – Bia, 1910. április 2.) földműves, író, költő.

## Élete
Szegény sorsú szülőktől származott: apja, Karikó Dániel süketnéma volt, ezért nehéz körülmények közt élt családjával és János fiát, aki iskolatársai közt a falusi iskolában kitűnő volt, nyomora miatt a felsőbb iskolába nem adhatta. Nagyapja, Karikó János, kovácsmester volt, ő vásárolta a Karikók birtokát Bián, az 1811-i tűzvészt követően. Karikó a költészethez nagy hajlammal bírt és már 13 éves korában több alkalmi költeményt írt, amelyek száma 19 éves korában már 200-nál több volt. Időközben tudatlan gyermekésszel papírpénzt kezdett csinálni, mely miatt félévi fogságra ítélték. Ennek letöltését követően szolgálatba állt; majd ismét atyjával együtt napszámba járással keresték kenyerüket. Apja 1870-ben meghalt, így Karikó mint családfenntartó a hadkötelezettségtől felmentetett. 1873. március 4-én megnősült, elvette Lázár Erzsébetet, kitől december 25-én megszületett első gyermeke, János. Tíz évi lankadatlan szorgalmának gyümölcse, házán kívül, 16 hold nagyságú föld lett. Társai közbecsülését is megnyerte s a biai olvasókör, mint tollforgató, értelmes és hibátlan szépírású egyént jegyzőnek választotta, 1882-ben a község elöljárója lett, 1890-ben pedig bírája. 1910-ben hunyt el, a biatorbágyi református temetőben nyugszik.

## Emlékezete
Biatorbágyon könyvtár és utca viseli a nevét. A Karikó János utca és az Ybl Miklós sétány sarkán szobra áll, amely Lelkes Márk műve.

## Művei
- Népszerű vöfélyi beszédek, tréfás versekkel bővítve. Az ifjúság számára. Budapest, 1885.
- Verses leírása Tök község határának. Bp., 1885.
- Vadon virágai. Száztizenöt szerelmi, térfás, családias és vegyes költemények. I. füzet. Bp. (1887. Ism. Egyetértés 1887. II. füzet. Bp., 1894. Száznégy darab.)
- Ötven násznagyi beszéd. Bp., 1889.
- Biztosítsunk. Buzdító elbeszélés, a triesti biztosító-társaság által 15 frttal jutalmazott versezet. Bp., 1894.

Kéziratban: Gyula honvéd és szeretője. Elbeszélés az 1848-49. szabadságharczból. 1893.